# Bani Mazar
Bani Mazar (arab. بنى مزار) – miasto w Egipcie, w muhafazie Al-Minja. W 2006 roku liczyło 79 553 mieszkańców.